# Vara di Messina
La Vara di Messina è un grande carro votivo dedicato alla Madonna Assunta portato in processione il 15 agosto di ogni anno.
Il ciclo di eventi culminanti con la festa della Madonna Assunta rappresenta il momento di massima espressione religiosa da parte del popolo messinese, nonostante la festa patronale cittadina sia quella della Madonna della Lettera, la cui ricorrenza liturgica cade il 3 giugno.

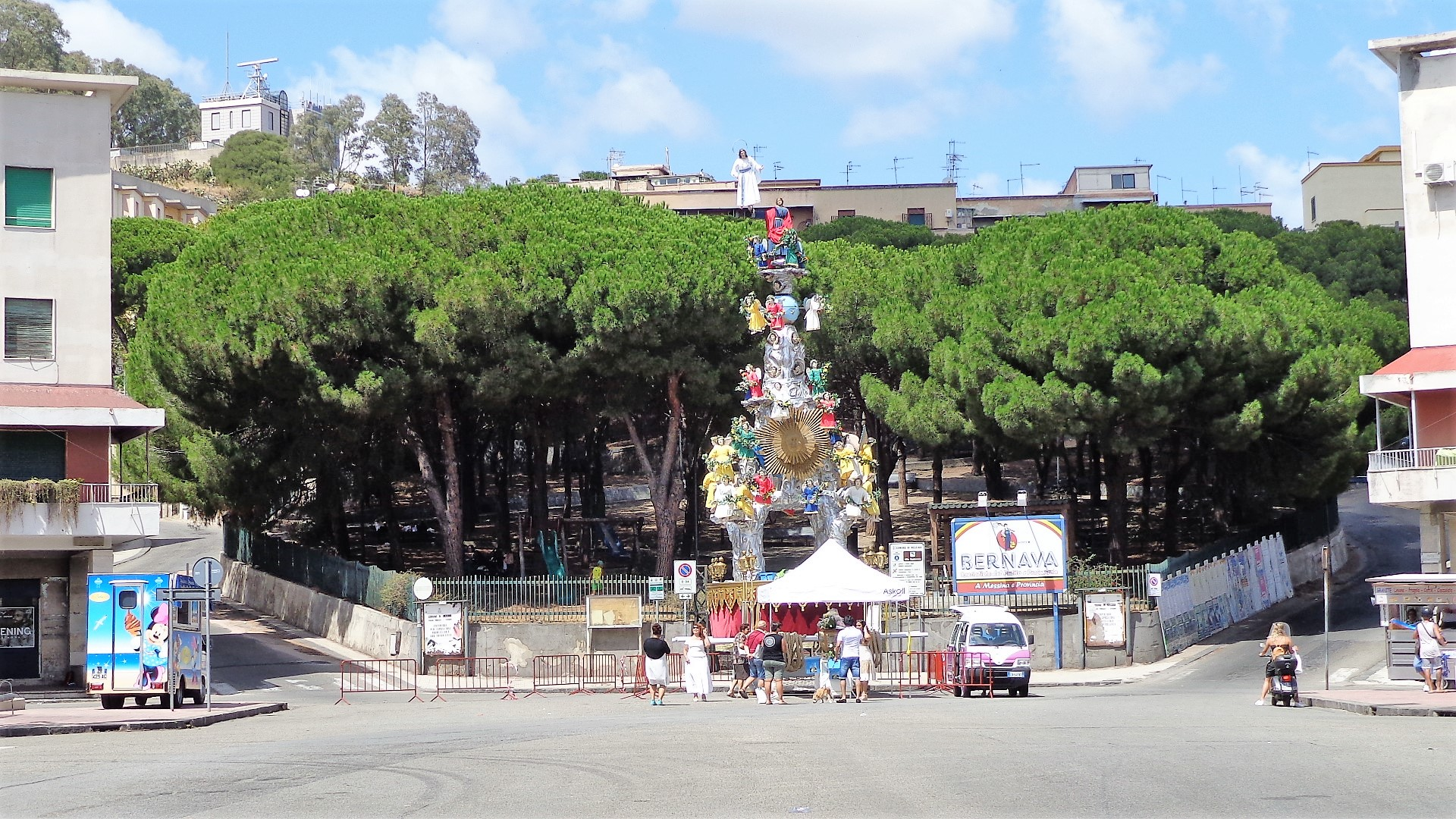
Stazionamento della Vara in piazza Castronovo.

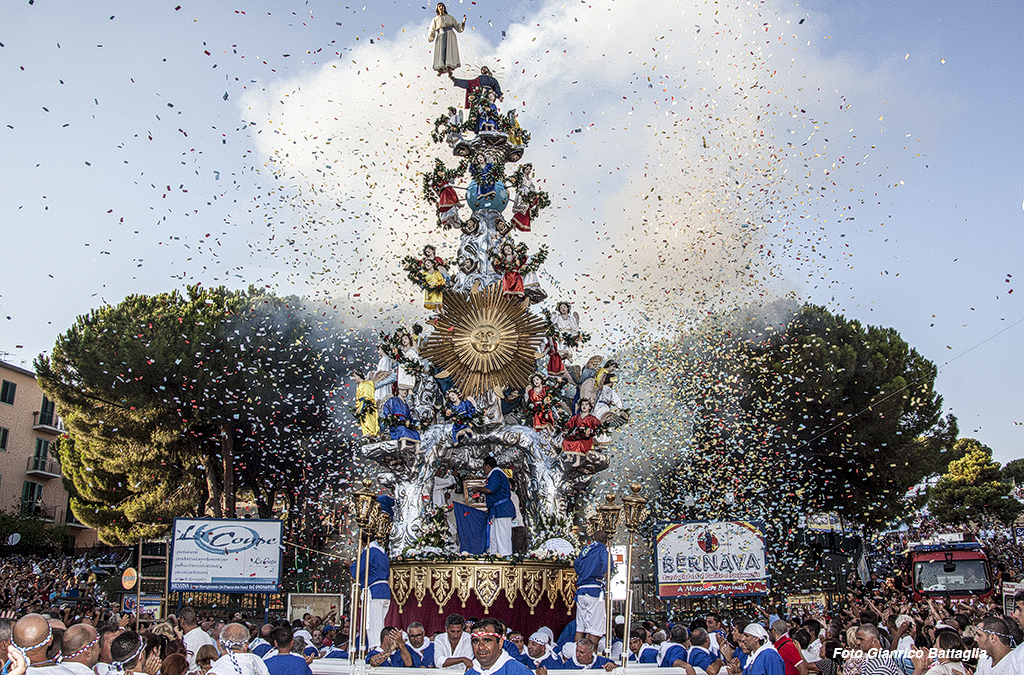
La partenza.

## Etimologia
Il termine "Vara" è l'equivalente di "bara", nella fattispecie indica il giaciglio dove è ricomposto il corpo della Dormitio Virginis (iconografia della Madonna Dormiente o nella tradizione bizantina, della «Koimesis tes Theotokou»).
Generalmente col termine di vara si indica la macchina o manufatto processionale, nello specifico la grandiosa struttura piramidale. La bara propriamente detta, costituita da un'urna di cristallo è collocata sulla piattaforma del primo ordine delle slitte (cippu), nell'ampio vano sotto l'incastellatura.

## Storia

### Pròdromi normanni
La letteratura epica attraverso le opere del Placido Samperi, Giuseppe Buonfiglio e Caio Domenico Gallo indica il Gran Conte Ruggero quale promotore dei festeggiamenti. L'ingresso trionfale del conquistatore sulla groppa di un cammello, immagine allegorica della sottomissione dei dominatori sconfitti, i Giganti Mata e Grifone a riservare gli onori al Condottiero, lo sventolio di vessilli, tra i quali in testa, lo stendardo consegnato da Papa Niccolò II a L'Aquila nel 1059, investendo il Normanno del Regno di Sicilia contro i Saraceni.
Sullo stendardo l'immagine dell'Assunta, sotto la cui egida, patrocinio, protezione, ebbe inizio il processo di ricristianizzazione dell'isola.
Il lungo ciclo di eventi in epoca normanna (1059 - 1196) è contrassegnato dalla costruzione, riedificazione, restauri di cattedrali, chiese, abbazie, monasteri, conventi dedicati espressamente alla Vergine Assunta in tutte le località dell'isola, a partire proprio dal ripristino della cattedrale peloritana, tempio in origine fondato e dedicato a Dio sotto il titolo di «Nostra Signora Assunta in Cielo».

### Epoca aragonese
In epoca aragonese per la festa agostana è documentata la processione di una statua della Vergine sfarzosamente abbigliata, raffigurata a dorso di un cavallo paludato con preziosi finimenti. Evento inserito in un corollario di giostre, cortei, caroselli, tornei, cavalcata storica atti a celebrare gli intensi e floridi scambi commerciali dovuti all'istituzione della Fiera dal Campo del Santo Sepolcro, manifestazione la cui sede fu spostata alla Marina e la data posticipata da Alfonso V d'Aragona nel 1421 al 1º agosto, in modo da farne coincidere la chiusura con la conclusione dei sontuosi festeggiamenti in onore dell'Assunta, Patrona della città.
Un prototipo di carro trionfale fu costruito dal Radese. In seguito il manufatto fu ingrandito e perfezionato nelle forme da Giovannello Cortese, e ancora più avanti nel tempo, da Maestro Iacopo. Verosimilmente tutto ciò avvenne prima del termine del XV secolo e del transito del Regno di Sicilia dalla Corona d'Aragona alla Corona Asburgo - Castiglia.
Infatti con Carlo V di Spagna e di Giovanni d'Austria il monumentale carro trionfale, ad uso sacro e profano, è ampiamente dettagliato e documentato.

### Epoca spagnola

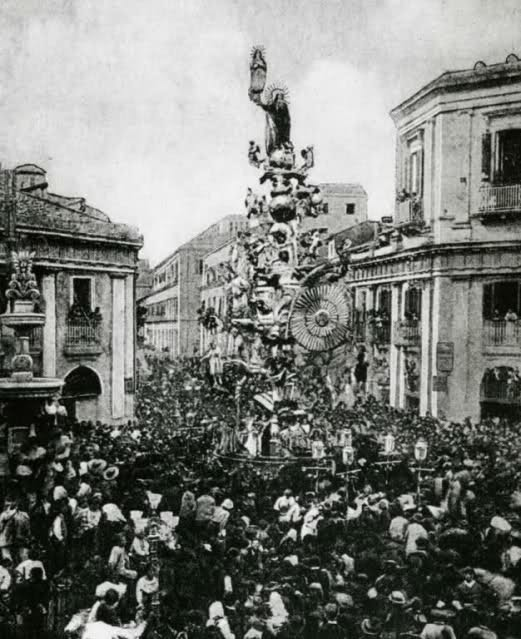
La Vara prima del 1908.

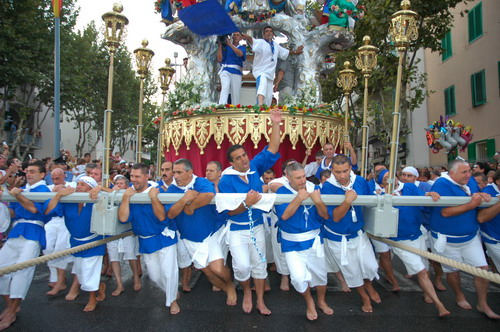
I timonieri.

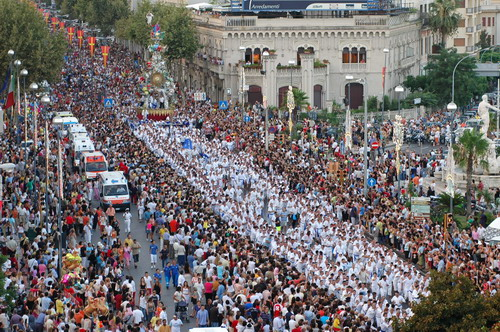
La vara coi tiratori, nei pressi della fontana del Nettuno. Sosta al Palazzo del Governo o Prefettura.

L'utilizzo come carro trionfale per uso profano risale al 21 ottobre 1535, in onore dell'imperatore Carlo V, di passaggio in Sicilia dopo la trionfale Conquista di Tunisi.
La macchina, opportunamente modificata in cima, al posto della figura del Padre Eterno che sorregge la Vergine Maria, presentava la statua raffigurante l'imperatore con le insegne della vittoria in mano.
(Colagiacomo d'Alibrando, Il triompho il qual fece Messina nella Intrata del Imperator Carlo V)
Il 2 novembre 1571 con Giovanni d'Austria vittorioso nella Battaglia di Lepanto, lo spettacolo del carro trionfale con le medesime strutture fu ripetuto apportando le dovute modifiche al personaggio posto in cima al pinnacolo principale.
Nel giugno del 1575 scoppiò a Messina un'epidemia di peste che durò circa trent'anni procurando la morte di oltre 40.000 persone. Il morbo fu portato da Levante dopo la battaglia di Lepanto (7 ottobre 1571) ed in breve tempo si propagò anche a Reggio e nelle altre coste della Calabria, tra cui Palmi (anche se in modo minore). I cittadini di Palmi, accolsero quanti fuggirono dalla città peloritana ed inoltre, tramite i suoi marinai, mandarono aiuti consistenti in generi di vitto e olio.
Superata la calamità, Messina in segno di gratitudine e riconoscenza verso la cittadina calabrese, con delibera del Senato volle donare alle autorità ecclesiali di Palmi, in segno di ringraziamento per gli aiuti prestati, uno dei capelli della Madonna che furono portati nella città siciliana nel 42 d.C. unitamente ad una lettera di benedizione e di protezione da parte della madre di Cristo.
L'11 gennaio 1582, accompagnata durante la traversata da una moltitudine di barche palmesi pavesate a festa, la barca di Giuseppe Tigano portò da Messina alla Marina di Palmi un reliquiario contenente il Sacro Capello.

### Epoca borbonica
Dal 1720 l'evento processionale è spostato dal 14 al 15 agosto.
Nel periodo a cavallo tra il 1747 - 1773 sotto i mandati dei viceré di Sicilia Eustachio di Laviefuille e Giovanni Fogliani Sforza d'Aragona fu rispettata un'antica consuetudine: la bambina che ricopriva il ruolo della Madonna godeva della prerogativa di concedere la grazia ad un condannato a morte.
Nell'epoca dei Grand Tour, il pittore e viaggiatore Jean-Pierre Houël documenta l'evento processionale del 1784 con schizzi e dettagliati commenti.
Nel 1681 e nel 1738 a causa di guasti, si verificarono cadute rovinose dei personaggi, fortunatamente senza conseguenze tragiche. Solo nel 1866 si è provveduto a diminuire l'altezza della Vara e sostituire i figuranti con simulacri in cartapesta.

### Epoca contemporanea
- Terremoto del 1908. Causa le distruzioni apportate dal disastroso sciame sismico e la lenta ricostruzione, la tradizionale sfilata del carro votivo riprese nel 1926 con Le Festa della Rinascita lungo la ricostruita via Ferdinandea, oggi via Garibaldi, da piazza Ottagona (piazza Filippo Juvarra) consolidando un nuovo itinerario che permetteva una maggiore capacità di pubblico.
- Durante le manifestazioni delle annate della seconda guerra mondiale, per voto, furono principalmente le donne messinesi a tirare i canapi.
- Dal 2000, a supporto dell'organizzazione comunale, esisteva il Comitato Vara che gestiva il traino e promuoveva iniziative religiose e culturali per far conoscere sempre più la grande festa dell'Assunta a Messina. Il Comitato, spontaneo e senza fini di lucro, sostitui' la Commissione Storica e la Commissione Tecnica istituite dall'allora sindaco Franco Provvidenti.
- Dal 2019 viene costituito il "GRUPPO STORICO DELLA VARA E DEI GIGANTI DI MESSINA" e successivamente viene riconosciuto ufficialmente dal Comune di Messina come unico collaboratore, il Comitato Vara esiste tuttora ma senza riconoscimento del Comune di Messina.

## Descrizione

### Simbologia
In origine è documentata un'incastellatura trasportata a spalla, presto seguita da un carro condotto su ruote. Nell'uso profano è descritto l'utilizzo di più carri accompagnati da numerosi apparati allegorici, espressione del trionfo, campo artistico ove si sbizzarrivano e cimentavano i più talentuosi artisti cittadini, personaggi del calibro di Martino Montanini, Andrea Calamech, Polidoro Caldara da Caravaggio.
Lo sviluppo in altezza, la folta presenza di figuranti (fino a 150), la pesante struttura conico - piramidale, per mancanza di adeguate strutture meccaniche impose ben presto l'utilizzo di pattini lignei, poi metallici, la trazione per spinta e il trascinamento anteriore effettuato per mezzo di funi.
I fusti argentati e sagomati a mo' di nuvole sovrapposte, elevati verso l'alto su più livelli mediante le mensole a raffigurazione dei cieli concentrici attorno all'Empireo, visione teologica medievale secondo la concezione tolemaica. Sulla piattaforma del cippo tutt'intorno alla Vergine Maria rappresentata sul letto di morte, i dodici apostoli disposti a semicerchio, mentre l'anima candida e pura di Maria pronta a salire al cielo è simboleggiata dalla bambina posta in cima alla piramide.
Lungo lo sviluppo verso le figure sommitali, le raffigurazioni allegoriche del moto dei corpi celesti come rappresentazione dei livelli dei cieli, ultimo viaggio celeste dell'Alma Maria. Sole, Luna, l'emisfero celeste trapunto di stelle, pianeti, astri, costellazioni, lo zodiaco, putti, le intelligenze motrici, le intelligenze teologiche, le intelligenze filosofiche e le intelligenze morali, le quattro Virtù Cardinali distinguono i cieli. Ogni livello è accompagnato da schiere celesti e gerarchie angeliche individuabili nei: Serafini, Cherubini, Troni, Dominazioni, Virtù, Potestà, Principati, Arcangeli, Angeli. Nove schiere di intelligenze angeliche a rappresentazione dei nove cieli concentrici.

Sole, Comandante e Cappellano - Vara, fronte - Vara, destra (Piazza Juvarra) - Vara, retro - Luna, Macchinista.

### La Vara oggi
La macchina votiva, benché limitata in altezza e con i figuranti posticci, è rimasta nelle forme, pressoché fedele alle descrizioni e riproduzioni grafiche seicentesche e settecentesche.
La vara odierna è alta circa 14 metri e pesante intorno alle 8 tonnellate, poggia su grandi scivoli metallici (cingoli sagomati a pattino o slitta), il basamento sul quale gravitano i grossi manufatti plasmati a mo' di tronchi (allegorie di sovrapposizione e stratificazione di nuvole (cirri, cumuli, nembi)), è denominato cippu 'a Vara. Tutt'intorno una struttura a telaio (timoniera, rimovibile alla bisogna), permette la dislocazione di decine di timonieri che hanno il compito di mantenere in asse o direzionare il mezzo in movimento.
Il telaio presenta 12 lanterne astili, ripartite sulla parte anteriore e posteriore, tre per ogni semiasse, in memoria dei 12 cilii o ceri da 16 libbre ciascuno offerti dal Clero, dal Senato Peloritano, dalle Associazioni degli Artigiani. In fase di voluto ripristino, l'antica consuetudine dell'offerta della cera, pratica interrotta dal terremoto del 1908. Dal 2001 ripristinata la donazione un cero votivo di 16 libbre (5,077 kg.), voluto e fatto realizzare dal timoniere della Vara, omaggio condotto a spalla da otto portatori.
L'elevazione somigliante all'intreccio di quattro grossi fusti presenta un primo ordine comprendente quattro mensole sporgenti dai fusti e altrettante radiali al piano di raccordo. Il secondo ordine presenta due raggiere contrapposte, al centro recano una parte fissa, costituita da calotte raffiguranti rispettivamente il Sole nella parte anteriore, la Luna nella parte opposta. Le parti rotanti con sviluppo esagonale recano ai vertici imbragature per sei distinti angioletti. La guglia rastremata presenta un ulteriore livello di mensole sfalsate, le superfici mostrano raffigurazioni di putti, volute, stelle, pianeti e nuvole come rappresentazione dei cieli. Una sfera girevole permette la rotazione orizzontale di sei angioletti. L'ultima piattaforma girevole in senso inverso al globo sottostante, si compone di quattro figure (verosimilmente le quattro intelligenze cardinali), reca l'elevazione centrale che regge la figura di Dio Padre, elemento che a sua volta sostiene nella mano destra l'Alma Maria nell'atto di elevarla nell'Empireo.
Le mensole, incavi vari, alloggiamenti e imbragature ospitano manichini addobbati (un tempo bambini, fanciulli, ragazzi) nelle veci di angeli, cherubini, putti e personaggi allegorici, che reggono ghirlande, corone, e tra mensole d'ordini differenti, un fitto reticolo di festoni e intrecci di fiori e fogliame.
A vigilare sul buon funzionamento degli astri rotanti alcuni addetti mentre un capotimoniere coadiuvato da segnalatori visivi (tramite sventolio di bandiere) e acustici (fischietti e campanelli), dirige e attende le operazioni dalla piattaforma. Alla base delle grosse travi dell'intelaiatura della timoniera sono fissate le lunghe gomene in canapa (lunghe fino a 120 m ciascuna, diametro 5 cm).
I termini del linguaggio marinaro tipici della città portuale entrano di diritto nella definizione di attività e figure essenziali nella manovra e nel funzionamento della macchina. A gomene, timone, timoniere e capotimoniere si affiancano i capicorda, i vogatori, i macchinisti (addetti nell'azione manuale delle parti mobili: raggiere e sfera con zodiaco), e comandante. 

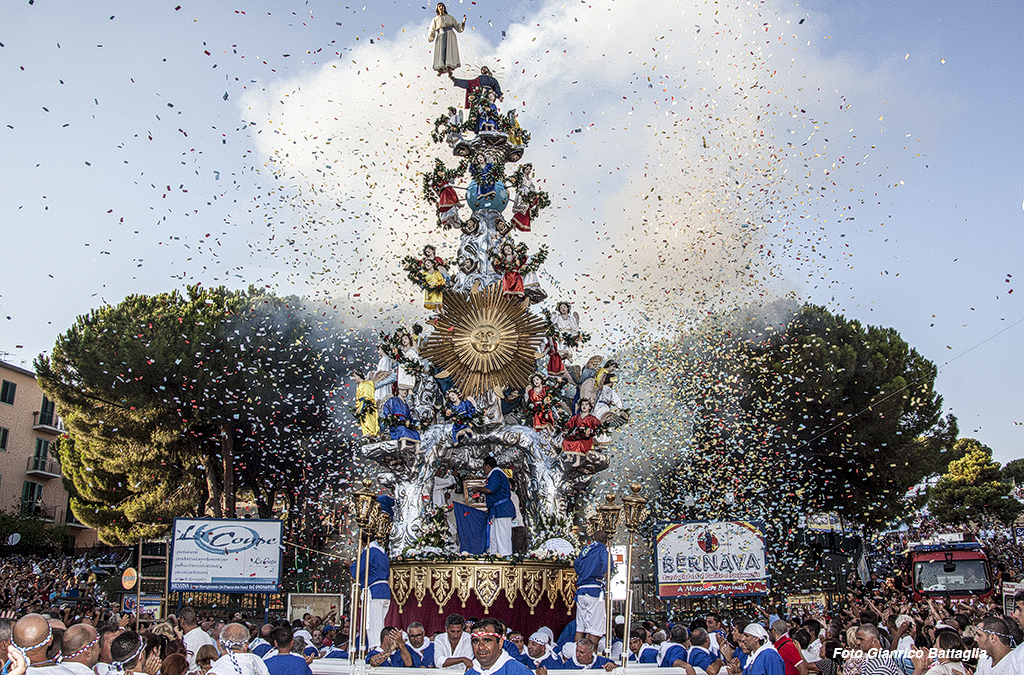
La partenza della Vara da Piazza Castronovo
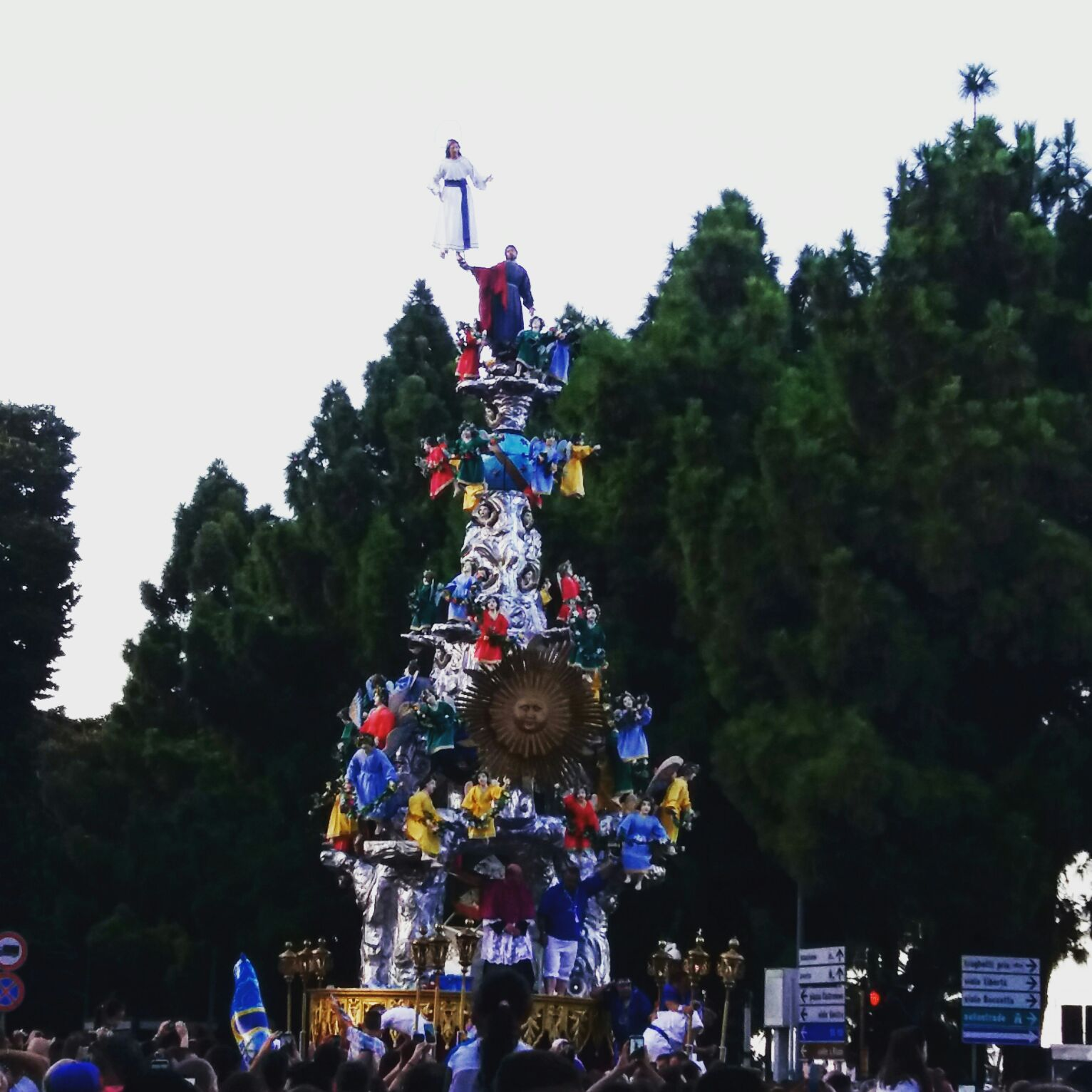
La Vara all'altezza dell'incrocio tra il Viale Boccetta e la Via Garibaldi nel 2017
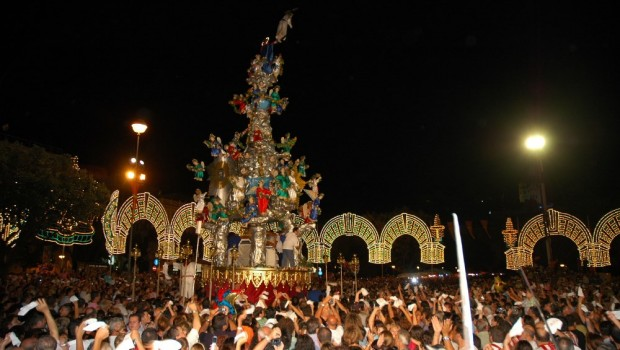
L'arrivo della Vara in Piazza Duomo

## Itinerario
L'itinerario attuale si dipana da piazza Ettore Castronovo, estremità settentrionale di via Garibaldi, scavalcando il viale Giostra, toponimo strettamente legato allo svolgimento di attività ludiche in epoca medievale. Prosegue lungo il moderno rettifilo ove sono previste soste e fermate, a piazza Filippo Juvarra, primitiva piazza Ottagona, la fermata prolungata di fronte al Palazzo della Prefettura alle spalle della Fontana del Nettuno. Altra sosta prolungata in corrispondenza dell'incrocio con via Boccetta durante la quale si assiste ai fuochi pirotecnici eseguiti presso la Stele della Madonna della Lettera. Sosta dinanzi Palazzo Zanca, sede del Municipio, ove stazionano i Giganti. Altra sosta prolungata all'incrocio di via I Settembre per effettuare la Girata, la sosta prevede il riposizionamento dei canapi sulla direttrice alla volta della cattedrale. Ulteriore fermata al Palazzo Arcivescovile per la preghiera alla Patrona della Città. Arrivo e conclusione in Piazza Duomo.

## Fasi
Il Pitrè elenca i ricoveri della Vara disassemblata, pertanto la struttura i primi giorni d'agosto è trasportata per essere ricomposta e approntata in piazza Castronovo.
Le consuetudini attuali prevedono omaggi floreali e momenti liturgici giorno 14. La mattina di Ferragosto è effettuato il montaggio delle gomene al "cippo" della Vara, la bagnatura e lo srotolamento delle stesse. Alle estremità libere è effettuata l'impiombatura e impalmatura per realizzare l'alloggiamento ad occhiello dei capicorda. Alle giunture dell'intreccio di trefoli sono applicate ulteriore maniglie. Colpi di cannone dalla stele della Madonna della Lettera annunciano la Messa Pontificale in cattedrale.
Nel primo pomeriggio ha inizio l'assembramento di centinaia di devoti tiratori a piedi nudi. Fino a qualche anno si distinguevano per via delle magliette di diverso colore, blu e marrone, per identificare i tiratori provenienti dai rioni Giostra e Muricello. Oggi indossano semplicemente capi di colore bianco, cintola o fascia celeste, colori tipici dell'iconografia mariana. Completano l'abbigliamento fazzoletti e foulard (spesso con le insegne del sodalizio d'appartenenza o immagini di Maria o del Comitato Vara), cordoncini intrecciati, coroncine, bandane, asciugamani per tergere il sudore causato dalla calura estiva e dall'alta umidità determinata dall'evaporazione dell'acqua versata sul selciato. I colori bianco e azzurro distinguono i capicorda, i timonieri e gli addetti alle segnalazioni.
I tiratori si dispongono in duplice fila per gomena formando file interne ed esterne, nell'attesa effettuano diversi sollevamenti delle corde per favorire una migliore distribuzione e dislocazione di un migliaio di devoti tiratori.

### Partenza
Uno scoppio di mortaretti segnala i botti dell'imminente partenza, evento salutato dal lancio di cartoncini colorati. Le serrate acclamazioni e invocazioni del cappellano, il grido di Viva Maria si sovrappone ai concitati e prolungati fischi dei segnalatori, mentre si agitano freneticamente chi sventola le bandiere per garantire il sincronismo fra colonne di tiratori, capicorda in testa e timonieri in coda.
Attimi in cui le corde sono in tensione tra il crescendo dei Viva Maria e lo sforzo di migliaia di corpi incurvati e protesi in avanti, superato l'attrito iniziale, con i primi impercettibili avanzamenti, si delinea il primo strappo o scasata. Il ceppo con l'incastellatura, superata l'inerzia dovuta al proprio peso, traballante e lentamente avanza per trascinamento e spinta scivolando con le slitte sull'asfalto per il lungo tratto adiacente alla Marina, poi sul basolato lavico, entrambe le superfici rese scorrevoli (e raffreddate) dai getti d'acqua predisposti col passaggio di autobotti.

### Girata
Tra i momenti più seguiti e suggestivi è la cosiddetta "girata", cioè il momento in cui la Vara si immette da Via Garibaldi in via I Settembre per la meta conclusiva di Piazza Duomo. A seconda della perizia e conseguente riuscita della manovra, si traggono auspici per tutto l'anno a seguire.
L'operazione è lenta e laboriosa, infatti consiste nel dispiegamento e riposizionamento dei due canapi, con conseguente trasferimento delle migliaia di devoti addetti al traino.

### Arrivo
La partenza, per quanto possa essere entusiasmante, non riesce a trasmettere tutte le sensazione dell'entrata della Vara in Piazza Duomo, dove è attesa da migliaia di messinesi. Dopo la Girata e gli ultimi strappi sul basolato lavico dell'antica Via Austria, la Vara incede lentamente per posizionarsi davanti all'ingresso della cattedrale per i riti conclusivi e il taglio dei canapi.

## Spettacoli e simboli
- Vara o Bara.[9]
- Vessillo.[9] Del vessillo originale esiste solo una buona copia gelosamente custodita nella cattedrale di Maria Santissima delle Vittorie di Piazza Armerina,[30] località ove fu combattuta una delle battaglie più cruente con esito vittorioso. Un altro vessillo di derivazione normanna è quello documentato sulla torre medievale della chiesa di San Nicolò all'Arcivescovado. Stendardo crociato tipico proprio delle campagne di guerra contro i seguaci di Maometto, andato distrutto durante il crollo della torre nel gennaio 1371.[31] Una riproduzione sventola tra gli artigli del Leone collocato nell'ultimo ordine in alto del campanile del Duomo.
- Cammello.[9] Il Cammello ricorda l'ingresso trionfale a Messina, al termine della conquista della Sicilia sottratta agli Arabi, del normanno Conte Ruggero I d'Altavilla, che secondo la tradizione avvenne proprio a dorso di cammello.[32][33]
- Giganti: Mata e Grifone. I leggendari fondatori della città, la messinese Mata ed il moro Grifone (detti "u giganti e a gigantissa"). Il programma dei festeggiamenti nei giorni antecedenti l'itinerario della Vara prevede la processione festante dei due Giganti e del Cammello, assieme a numerosi gruppi folkloristici per le strade di Camaro Superiore e Inferiore, località d'origine della Gigantessa Mata. Continuano con la passeggiata per i vari quartieri cittadini il 14, giorno precedente a Ferragosto, al termine della quale i Giganti stazionano davanti alla sede municipale di Palazzo Zanca.

## Curiosità
- Un'antichissima credenza popolare vuole che le corde della Vara posseggano proprietà magiche e taumaturgiche. Per tale motivo alla fine della processione, quando il carro si arresta in piazza del Duomo, è letteralmente assaltato da popolani che, armati di forbici e coltelli, sezionano pezzi di corda da portare a casa, dove poi verranno collocati sotto il materasso, o appesi nei vari ambienti per allontanare la negatività.
- Il 14 agosto 1681 avvenne un incidente presso la chiesa della Santissima Annunziata al Collegio Teatini, i sei 6 personaggi collocati più in alto - le Intelligenze motrici dell'Universo, il Padre Eterno e Maria - per una rottura delle strutture, ruzzolarono giù, fortunatamente con tanto spavento ma, senza gravi conseguenze.[34]
- L'incidente suggerisce un'altra curiosità: l'itinerario del percorso processionale. Il corteo partiva dal Seguenza percorrendo il corrispettivo dell'attuale Corso Cavour per poi concludersi in Piazza Duomo.
- Fino al 1866 gli angioletti, apostoli, arcangeli, cherubini e allegorie della Vara erano impersonati da bambini, fanciulli (spesso orfani degli istituti messinesi o figli di carcerati), opportunamente imbragati ai vari meccanismi, mentre la Madonna in cima alla Vara era impersonata da una ragazza vergine, scelta per sorteggio. Il Padre Eterno impersonato da un uomo maturo.[25]
- Nel film Made in Italy, un film italiano ad episodi del 1965, diretto da Nanni Loy, la Vara appare in tutto il tuo splendore nell'episodio dedicato al lavoro. Da minuto 27:40 a minuto 29:20 alcuni scorci di Messina e la processione della macchina dell'Assunta vengono raccontati con immagini che scorrono rapidamente.
- Sono quattro le Città di Maria, quelle che custodiscono Sacre Reliquie della Vergine Santissima: Messina, Palmi, Marcellinara e Randazzo. Il percorso di gemellaggio inizia nell'anno 2000 fra le due città affacciate sullo Stretto grazie al Comitato Vara.
- Il 13 agosto del 2022 il Ministero ha emesso un francobollo dalla tariffa "B" pari al momento ad 1,20 euro per ricordare la Vara ed i Giganti

## Documentatori
Tra i viaggiatori del Grand Tour hanno scritto della Vara:
- Johann Heinrich Bartels (1786)
- Patrick Brydone (1770)
- Jean-Claude Richard de Saint-Non (1785)
- Alexandre Dumas (1835)
- Jean-Pierre Houël (1776)
- William Henry Smyth (1824)
- Giuseppe Carnevale

## Usi e costumi perduti
- «Dialogo» in dialetto. Dialogo tra i due figuranti che impersonavano il Padreterno e la Vergine Maria;[36]
- «Benedizione» impartita in cattedrale dalla figurante Vergine Maria al termine della processione.
- «Benedizioni» casalinghe e raccolte doni. La figurante era solita recitare versi e impartire benedizioni itineranti presso le case dei ceti più abbienti, rimediando doni, al punto da costituire dote matrimoniale. A spese cittadine era collocata in un Conservatorio per Donzelle.[37]